# ルラーテ・カッチーヴィオ
ルラーテ・カッチーヴィオ（伊: Lurate Caccivio）は、イタリア共和国ロンバルディア州コモ県にある、人口約9,700人の基礎自治体（コムーネ）。

## 地理

### 位置・広がり
コモ県のコムーネ。県都コモから南西へ9kmの距離にある。

#### 隣接コムーネ
隣接するコムーネは以下の通り。
- アッピアーノ・ジェンティーレ
- ブルガログラッソ
- コルヴェルデ
- オルジャーテ・コマスコ
- オルトローナ・ディ・サン・マメッテ
- ヴィッラ・グアルディア

### 地震分類
イタリアの地震リスク階級 (it) では、4 に分類される
。

## 行政

### 分離集落
ルラーテ・カッチーヴィオには、以下の分離集落（フラツィオーネ）がある。
- Caccivio, Castello, Lurate, Monte Sinai

## 姉妹都市
- チェルキアーラ・ディ・カラーブリア、イタリア
- フジーネ、イタリア